# San Isidro, Tapilula
San Isidro är en ort i Mexiko.   Den ligger i kommunen Tapilula och delstaten Chiapas, i den sydöstra delen av landet, 700 km öster om huvudstaden Mexico City. San Isidro ligger 1 154 meter över havet och antalet invånare är 180.
Terrängen runt San Isidro är bergig norrut, men söderut är den kuperad. Runt San Isidro är det ganska tätbefolkat, med 72 invånare per kvadratkilometer. Närmaste större samhälle är Pueblo Nuevo Jolistahuacan, 14,3 km sydost om San Isidro. I omgivningarna runt San Isidro växer i huvudsak städsegrön lövskog.